# Маја Столић
Маја Столић је српска глумица, певачица, модел и продуценткиња. Своју глумачку каријеру започела је играњем у дечјем позоришту, пре него што је добила запажену улогу у ТВ емисији Авионџије, након чега је прешла на ТВ емисије и филмове. Такође се појавила у главној улози у музичком споту за песму "Драга Дођи Кући" од Амадеус Банда. Завршила је три различите драмске школе у Србији и музичку школу. Под уметничким именом Ла Гринга, у августу 2024. године објавила је свој први соло сингл "Вртим Се У Круг".

## Филмографија
| Год.  | Назив             | Улога         |
| ----- | ----------------- | ------------- |
| 2021. | Авионџије         | Љувисна       |
| 2021. | Игра судбине      | докторка      |
| 2022. | Коло среће        | Фиона         |
| 2022. | Од јутра до сутра | старлета Тина |
| 2022. | Шетња са лавом    | полицајка     |
| 2023. | Ургентни центар   | оп. Сестра    |